# Country-Musik 2022
Die Liste bietet eine Übersicht über das Jahr 2022 im Genre Country-Musik.

## Top Hits des Jahres

### Nummer-1-Hits
Die folgende Liste umfasst die Nummer-eins-Hits der Billboard Hot Country Songs des US-amerikanischen Musikmagazines Billboard chronologisch nach Wochenplatzierung.
- 24. Juli – Fancy Like – Walker Hayes (seit 18. Dezember 2021)
- 29. Januar – Buy Dirt – Jordan Davis featuring Luke Bryan
- 19. Februar – You should probably leave – Chris Stapleton
- 26. Februar – ’til you can't – Cody Johnson
- 30. April – Don't think Jesus – Morgan Wallen
- 14. Mai – Wasted on You – Morgan Wallen
- 21. Mai – Thought You Should Know  – Morgan Wallen
- 28. Mai – You Proof – Morgan Wallen
- 9. Juli – The Kind Of Love We Make – Luke Combs

### Nummer-1-Alben
Die folgende Liste umfasst die Nummer-eins-Hits der Billboard Top Country Albums des US-amerikanischen Musikmagazines Billboard chronologisch nach Wochenplatzierung.
- 1. Januar – Red (Taylor’s Version) – Taylor Swift (seit 27. November des Vorjahres)
- 15. Januar – Dangerous: The Double Album – Morgan Wallen
- 4. Juni – American Heartbreak – Zach Bryan
- 9. Juli – Growin' Up – Luke Combs

## Gestorben
- 14. Januar – Dallas Frazier
- 21. März – Marvin Jackson
- 18. März – Glen Glenn
- 26. März – Jeff Carson
- 1. April – C. W. McCall
- 30. April – The Judds
- 7. Mai – Mickey Gilley
- 29. Mai – Ronnie Hawkins
- 14. Juni – Joel Whitnurn
- 22. August – Jerry Allison
- 8. September – Sonny West
- 4. Oktober – Loretta Lynn
- 6. Oktober – Jody Miller
- 18. Oktober – Robert Gordon
- 23. Oktober – Don Edwards
- 28. Oktober – Jerry Lee Lewis
- 17. Dezember – Charlie Gracie

## Neue Mitglieder der Hall of Fames

### Country Music Hall of Fame
- Joe Galante
- Jerry Lee Lewis
- Keith Whitley[3]

### International Bluegrass Music Hall of Fame
- Norman Blake
- Paul „Moon“ Mullins
- Peter Rowan[4]

### Nashville Songwriters Hall of Fame
- Hillary Lindsey
- David Malloy
- Gary Nicholson
- Shania Twain
- Steve Wariner[5]

## Die wichtigsten Auszeichnungen

### Grammys
- Beste Country-Solodarbietung (Best Country Solo Performance) – You Should Probably Leave– Chris Stapleton
- Beste Countrydarbietung eines Duos oder einer Gruppe (Best Country Duo/Group Performance) – Younger Me, Brothers Osborne
- Bester Countrysong (Best Country Song) – Cold – Chris Stapleton (Autoren: Dave Cobb, J. T. Cure, Derek Mixon, Chris Stapleton)
- Bestes Countryalbum (Best Country Album) – Starting Over von Chris Stapleton
- Bestes Bluegrass Album (Best Bluegrass Album) – My Bluegrass Heart von Béla Fleck[6]

### Billboard Music Awards
- Top Country Song – Fancy Like – Walker Hayes
- Top Country Artist – Taylor Swift
- Top Country Album –  Red (Taylor's Version) – Taylor Swift
- Top Country Duo/Group Artist – Dan + Shay
- Top Country Female Artist – Taylor Swift
- Top Country Male Artist – Morgan Wallen

### Country Music Association Awards
- Entertainer of the Year – Luke Combs
- Song of the Year – Buy Dirt – Jacob Davis, Jordan Davis, Josh Jenkins und Matt Jenkins
- Single of the Year – ’til you can’t – Cody Johnson
- Album of the Year – Growin’ Up – Luke Combs
- Male Vocalist of the Year – Chris Stapleton
- Female Vocalist of the Year – Lainey Wilson
- Vocal Duo of the Year – Brothers Osborne
- Vocal Group of the Year – Old Dominion
- Musician of the Year – Jenee Fleenor
- New Artist of the Year – Lainey Wilson
- Musical Event of the Year – Never Wanted To Be That Girl – Carly Pearce & Ashley McBryde
- Music Video of the Year – ’til you can’t  – Cody Johnson (Regisseur: Dustin Haney)[7]

### Academy of Country Music Awards
- Entertainer of the Year – Miranda Lambert
- Female Artist of the Year – Carly Pearce
- Male Artist of the Year – Chris Stapleton
- Duo of the Year – Brothers Osborne
- New Female Artist of the Year – Lainey Wilson
- New Male Artist of the Year – Parker McCollum
- Album of the Year – Dangerous: The Double Album von Morgan Wallen
- Single of the Year – If I Didn't Love You von Jason Aldean und Carrie Underwood
- Song of the Year – Things a Man Oughta Know von Lainey Wilson – Autoren: Jason Nix, Jonathan Singleton
- Video of the Year – Drunk (And I Don’t Wanna Go Home) von Elle King and Miranda Lambert
- Music Event of the Year – Never Wanted to Be That Girl von Carly Pearce und Ashley McBryde
- Songwriter of the Year – Hardy[8]